# ۱۱ بهمن
۱۱ بهمن سیصد و هفدهمین روز سال در گاه‌شماری خورشیدی است. به پایان سال ۴۸ روز (۴۹ روز در سال کبیسه) باقی‌است.

## رویدادها
- ۱۳۹۶ - سرقت اسناد هسته‌ای ایران
- ۱۴۰۲ - شبکه تلویزیونی من‌وتو با انتشار پستی در صفحه اینستاگرام خود از پایان پخش ماهواره‌ای این شبکه به دلیل وجود مشکل‌هایی در تأمین بودجه خبر داد
- ۱۴۰۲ - رقابت ۱۱ بهمن ۱۴۰۲ تیم ملی فوتبال ایران با تیم ملی فوتبال سوریه در جام ملت‌های آسیا ۲۰۲۳

## زادروزها
- ۱۲۹۸ - فریده قطبی، مادر فرح پهلوی
- ۱۲۹۹ - احمد سمیعی گیلانی، نویسنده
- ۱۳۰۹ - امیر حسین ربیعی، خلبان و نظامی
- ۱۳۱۲ - فرخ تمیمی، شاعر
- ۱۳۲۳ - سومبات هاکوپیان، کارآفرین
- ۱۳۲۸ - رضا سوخته‌سرایی، کشتی‌گیر
- ۱۳۲۹ - سیروس الوند، کارگردان
- ۱۳۳۲ - فرزان دلجو، بازیگر
- ۱۳۳۸ - اکبر گنجی، نویسنده و نظامی
- ۱۳۴۰ - شاهین بیانی، بازیکن فوتبال
- ۱۳۴۹ - مسعود تکاور، کارگردان
- ۱۳۴۹ - سپیده حبیب، مترجم
- ۱۳۵۲ - رضا سخندان، کمک داور فوتبال
- ۱۳۶۲ - سید محمدرضا خردمندان، کارگردان
- ۱۳۶۲ - سلمان خلیل‌پور، شاعر و نویسنده چپ‌گرا
- ۱۳۶۵ - علیرضا عزت‌کرامت، بازیکن فوتبال
- ۱۳۶۹ - مهدی شیری، بازیکن فوتبال
- ۱۳۷۱ - علیرضا انجوی، از کشته‌شدگان اعتراضات آبان ۱۳۹۸ ایران
- ۱۳۷۳ - لیلا معلم، بازیکن فوتبال
- ۱۳۷۴ - محمدحسین اکبر منادی، بازیکن فوتبال
- ۱۳۷۸ - سعید کریمی، بازیکن فوتبال

## درگذشتگان
- ۱۳۴۸ - مشیر همایون شهردار، موسیقی‌دان
- ۱۳۵۰ - احمد رضایی، از اعضای سازمان مجاهدین خلق ایران
- ۱۳۵۴ - مرتضی صمدیه لباف، از رهبران سازمان مجاهدین خلق ایران
- ۱۳۵۴ - وحید افراخته، از اعضای سازمان مجاهدین خلق ایران
- ۱۳۷۳ - منوچهر کلیمی نیکروز، نماینده حوزه انتخابیه کلیمیان در دوره دوم مجلس شورای اسلامی و دوره سوم مجلس شورای اسلامی
- ۱۳۷۵ - محمدعثمان نقشبندی، از مخالفان نظام جمهوری اسلامی ایران
- ۱۳۷۷ - احمد آذری قمی، از بنیان‌گذاران جامعه مدرسین حوزه علمیه قم
- ۱۳۷۸ - جعفر سلماسی، وزنه‌بردار
- ۱۳۸۷ - صفر ایرانپاک، بازیکن فوتبال
- ۱۳۸۷ - عبدالمحمد نظام‌الاسلامی، نماینده حوزه انتخابیه بروجرد در دوره ششم مجلس شورای اسلامی
- ۱۳۹۴ - مصطفی اسلامیه، نمایشنامه‌نویس
- ۱۳۹۸ - ولی‌الله شیراندامی، بازیگر